# St. Nikolai, Trg
St. Nikolai je naselje v Občini Trg v Okraju Trg na Koroškem v Avstriji.